# ベティ・ライト
ベティ・ライト（Betty Wright、1953年12月21日 - 2020年5月10日）は、アメリカ合衆国出身の女性シンガーソングライター。
グラミー賞を受賞した楽曲「愛は何処に (Where Is the Love)」などが知られ、60年以上のキャリアを誇る同国の代表的R&B歌手の一人。フロリダを拠点に地位を確立したことから、『マイアミ・ソウルの女王』とも謳われた。

## 略歴
フロリダ州マイアミに生まれた。本名はベッシー・レジーナ・ノリス（Bessie Regina Norris）。2歳のときに兄弟姉妹で結成したザ・エコーズ・オブ・ジョイというゴスペル・グループに参加。
1971年、17歳のときに発表した「クリーン・アップ・ウーマン」がビルボード・Hot 100の6位、R&Bチャートの2位を記録した。
1975年、楽曲「愛は何処に (Where Is the Love)」でグラミー賞「最優秀R&B楽曲賞」を受賞。
1978年のアルバム『ライヴ』からシングルカットされた「Tonight is the Night」のライブ・バージョンはR&Bチャートの11位を記録した。
1980年代、自主レーベル「Ms. B Records」を設立。

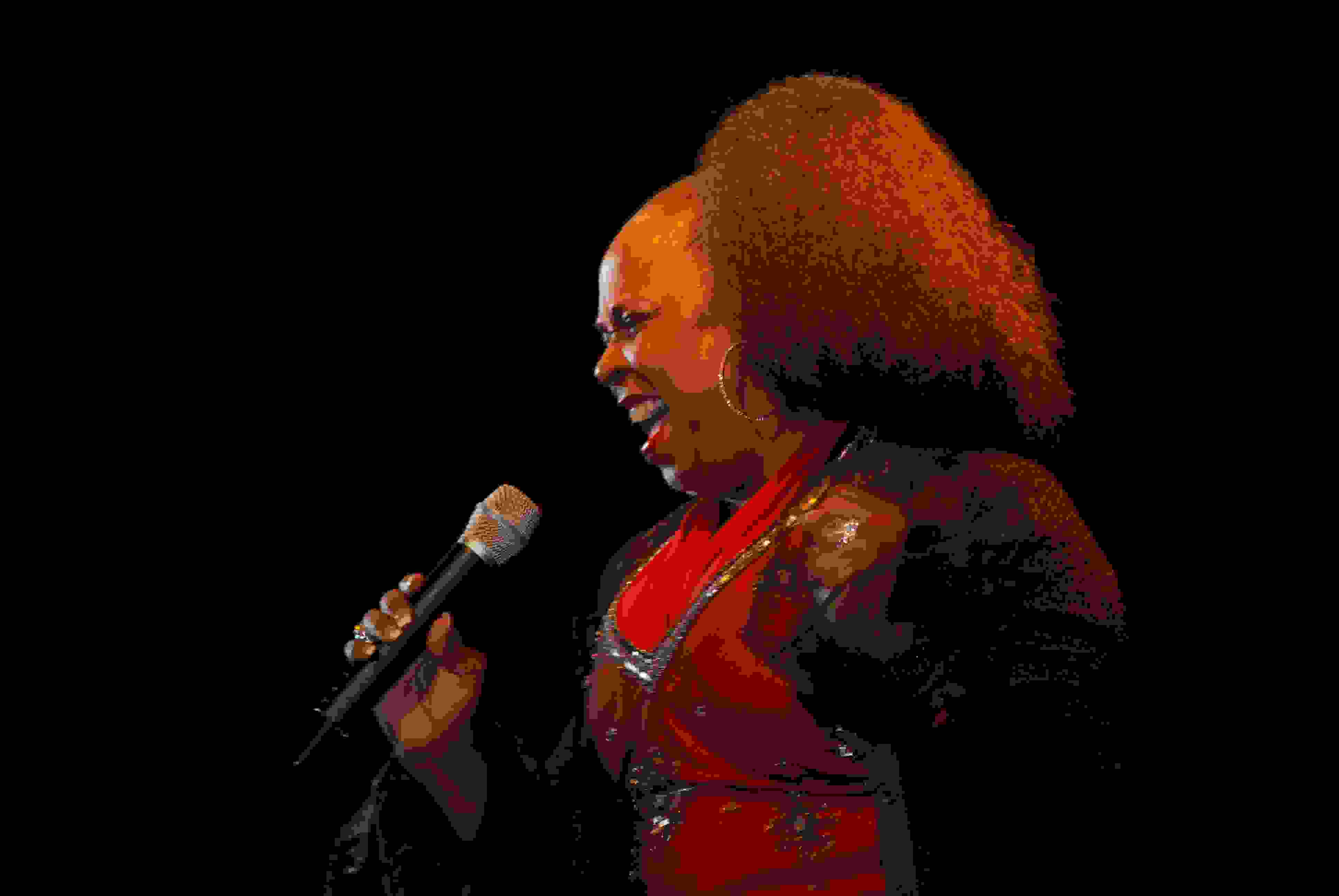
晩年のベティ（2009年）

2020年5月10日未明、癌により地元マイアミで死去。66歳。

## その他
前述の「クリーン・アップ・ウーマン」は、1994年に小沢健二が発表したシングル曲「ラブリー」でサンプリングに用いられている。

## ディスコグラフィ

### アルバム
- 『マイ・ファースト・タイム・アラウンド』 - My First Time Around (1968年)
- 『アイ・ラヴ・ザ・ウェイ・ユウ・ラヴ』 - I Love The Way You Love (1972年)
- 『ハード・トゥ・ストップ』 - Hard To Stop (1973年)
- 『デンジャー・ハイ・ヴォルテージ』 - Danger High Voltage (1974年)
- 『エクスプロージョン』 - Explosion! (1976年)
- 『ディス・タイム・フォー・リアル』 - This Time For Real (1977年)
- 『ライヴ』 - Live (1978年)
- 『ベティ・トラヴェリン・イン・ザ・ライト・サークル』 - Betty Travelin' In The Wright Circle (1979年)
- 『ベティ・ライト』 - Betty Wright (1981年)
- 『ライト・バック・アット・ユー』 - Wright Back At You (1983年)
- Sevens (1986年)
- Mother Wit (1988年)
- 4u2njoy (1989年)
- Passion & ComPassion (1990年)
- All The Way Live (1992年)
- 『B-アティチューズ』 - B-Attitudes (1994年)
- 『ザ・ヴェリー・ベスト・オブ・ベティ・ライト』 - The Very Best Of Betty Wright (2000年)
- Fit for A King (2001年)
- 『ベティ・ライト: ザ・ムーヴィ』 - Betty Wright: The Movie – with the Roots (2011年)
- Living...Love...Lies (2014年)